# カーボベルデの首相
カーボベルデの首相（カーボベルデのしゅしょう、ポルトガル語: Primeiro-Ministro de Cabo Verde）では、西アフリカのカーボベルデ共和国の政府の長たる首相について記す。

## 選出規定
総選挙後に最初に招集された国民議会において首相候補が指名され、大統領によって任命される。

## 権限
カーボベルデは半大統領制をとる共和国である。首相は政府の長として閣僚評議会（内閣に相当）を率い、大統領と行政権を分担して行使する。閣僚は大統領が任命するが、首相の提案に基づく必要がある。
首相率いる閣僚評議会は国家の基本政策を立案・執行し、国民議会で制定された法律や決議を承認する。また、大統領に対して国家緊急権の行使や国家予算案など様々な提案を行うこともできる。大統領の諮問機関として共和国評議会が設置されているが、首相は共和国評議会のメンバーでもある。

## 歴代首相
ギニア・カーボベルデ独立アフリカ党 (PAIGC)

      カーボベルデ独立アフリカ党 (PAICV)

      民主運動 (MpD)
| 代  | 肖像      | 氏名 (生没年)                                                | 在任期間      | 在任期間      | 所属政党 |
| --- | --------- | ------------------------------------------------------------ | ------------- | ------------- | -------- |
| 1   |           | ペドロ・ピレス Pedro Pires (1934–)                           | 1975年7月8日  | 1981年1月     | PAIGC    |
| (1) | 1981年1月 | ペドロ・ピレス Pedro Pires (1934–)                           | 1991年4月4日  | PAICV         |          |
| 2   |           | カルロス・ヴェイガ Carlos Veiga (1949–)                      | 1991年4月4日  | 2000年7月29日 | MpD      |
| 3   |           | グアルベルト・ド・ロザリオ Gualberto do Rosário (1950–)      | 2000年7月29日 | 2001年2月1日  | MpD      |
| 4   |           | ジョゼ・マリア・ヌヴェス José Maria Neves (1960–)            | 2001年2月1日  | 2016年4月22日 | PAICV    |
| 5   |           | ユリス・コレイア・エ・シルバ Ulisses Correia e Silva (1962–) | 2016年4月22日 | 2021年        | MpD      |